# Élections législatives de 1973 dans l'Aube
Les élections législatives françaises de 1973 se déroulent les 4 et 11 mars 1973. Dans le département de l'Aube, trois députés sont à élire dans le cadre de trois circonscriptions.

## Élus
| Circonscription | Député sortant                              | Parti | Parti | Député élu ou réélu | Parti | Parti |
| --------------- | ------------------------------------------- | ----- | ----- | ------------------- | ----- | ----- |
| 1re             | Louis Briot                                 |       | UDR   | André Gravelle      |       | PS    |
| 2e              | Jacques Delhalle suppléant de Robert Galley |       | UDR   | Robert Galley       |       | UDR   |
| 3e              | Paul Granet                                 |       | UDR   | Paul Granet         |       | UDR   |

## Résultats

### Résultats à l'échelle du département
| Parti                 | Parti                                   | Premier tour | Premier tour | Second tour | Second tour | Sièges |
| Parti                 | Parti                                   | Voix         | %            | Voix        | %           | Sièges |
| --------------------- | --------------------------------------- | ------------ | ------------ | ----------- | ----------- | ------ |
|                       | Parti socialiste                        | 32 243       | 24,90        | 40 517      | 30,90       | 1      |
|                       | Parti communiste français               | 25 163       | 19,44        | 22 653      | 17,28       | 0      |
|                       | Union de la gauche                      | 57 406       | 44,34        | 63 170      | 48,18       | 1      |
|                       |                                         |              |              |             |             |        |
|                       | Union des démocrates pour la République | 50 009       | 38,63        | 67 947      | 51,82       | 2      |
|                       | Divers droite                           | 482          | 0,37         |             |             | 0      |
|                       | Union des républicains de progrès       | 50 491       | 39,00        | 67 947      | 51,82       | 2      |
|                       |                                         |              |              |             |             |        |
|                       | Mouvement réformateur                   | 17 774       | 13,73        | Retrait     | Retrait     | 0      |
|                       | Lutte ouvrière                          | 3 799        | 2,93         |             |             | 0      |
|                       |                                         |              |              |             |             |        |
| Inscrits              | Inscrits                                | 160 935      | 100,00       | 160 907     | 100,00      | 3      |
| Abstentions           | Abstentions                             | 28 741       | 17,86        | 25 316      | 15,73       |        |
| Votants               | Votants                                 | 132 194      | 82,14        | 135 591     | 84,27       |        |
| Blancs et nuls        | Blancs et nuls                          | 2 724        | 2,06         | 4 474       | 3,3         |        |
| Exprimés              | Exprimés                                | 129 470      | 97,94        | 131 117     | 96,7        |        |
| Source : Data.gouv.fr |                                         |              |              |             |             |        |

### Résultats par circonscription

#### Première circonscription (Troyes - Bar-sur-Aube)
| Candidat       | Candidat            | Parti          | Premier tour | Premier tour | Second tour | Second tour |  |
| Candidat       | Candidat            | Parti          | Voix         | %            | Voix        | %           |  |
| -------------- | ------------------- | -------------- | ------------ | ------------ | ----------- | ----------- |  |
|                | Louis Briot sortant | UDR (URP)      | 10 098       | 27,6         | 17 362      | 47,39       |  |
|                | Pierre Micaux       | CR (MR)        | 9 118        | 24,92        | Retrait     | Retrait     |  |
|                | André Gravelle élu  | PS (UGSD)      | 8 501        | 23,24        | 19 273      | 52,61       |  |
|                | Madeleine Dubois    | PCF            | 6 739        | 18,42        | Retrait     | Retrait     |  |
|                | Annick Lehmann      | Rad (MR)       | 1 207        | 3,3          |             |             |  |
|                | Franck Bensussan    | LO             | 923          | 2,52         |             |             |  |
|                |                     |                |              |              |             |             |  |
| Inscrits       | Inscrits            | Inscrits       | 45 502       | 100,00       | 45 496      | 100,00      |  |
| Abstentions    | Abstentions         | Abstentions    | 8 061        | 17,72        | 7 357       | 16,17       |  |
| Votants        | Votants             | Votants        | 37 441       | 82,28        | 38 139      | 83,83       |  |
| Blancs et nuls | Blancs et nuls      | Blancs et nuls | 855          | 2,28         | 1 504       | 3,94        |  |
| Exprimés       | Exprimés            | Exprimés       | 36 586       | 97,72        | 36 635      | 96,06       |  |

#### Deuxième circonscription (Troyes - Bar-sur-Seine)
| Candidat       | Candidat                    | Parti          | Premier tour | Premier tour | Second tour | Second tour |  |
| Candidat       | Candidat                    | Parti          | Voix         | %            | Voix        | %           |  |
| -------------- | --------------------------- | -------------- | ------------ | ------------ | ----------- | ----------- |  |
|                | Robert Galley sortant réélu | UDR (URP)      | 20 955       | 47,44        | 24 153      | 53,2        |  |
|                | Bernard Pieds               | PS (UGSD)      | 12 990       | 29,41        | 21 244      | 46,8        |  |
|                | Jean Burles                 | PCF            | 5 845        | 13,23        | Retrait     | Retrait     |  |
|                | Henri Lemore                | CD (MR)        | 2 488        | 5,63         |             |             |  |
|                | Francis Dehaut              | LCR            | 1 411        | 3,19         |             |             |  |
|                | Claude Roussel              | Divers droite  | 482          | 1,09         |             |             |  |
|                |                             |                |              |              |             |             |  |
| Inscrits       | Inscrits                    | Inscrits       | 54 357       | 100,00       | 54 343      | 100,00      |  |
| Abstentions    | Abstentions                 | Abstentions    | 9 381        | 17,26        | 8 083       | 14,87       |  |
| Votants        | Votants                     | Votants        | 44 976       | 82,74        | 46 260      | 85,13       |  |
| Blancs et nuls | Blancs et nuls              | Blancs et nuls | 805          | 1,79         | 863         | 1,87        |  |
| Exprimés       | Exprimés                    | Exprimés       | 44 171       | 98,21        | 45 397      | 98,13       |  |

#### Troisième circonscription (Troyes - Nogent-sur-Seine)
| Candidat       | Candidat                  | Parti          | Premier tour | Premier tour | Second tour | Second tour |  |
| Candidat       | Candidat                  | Parti          | Voix         | %            | Voix        | %           |  |
| -------------- | ------------------------- | -------------- | ------------ | ------------ | ----------- | ----------- |  |
|                | Paul Granet sortant réélu | UDR (URP)      | 18 956       | 38,91        | 26 432      | 53,85       |  |
|                | Maurice Camuset           | PCF            | 12 579       | 25,82        | 22 653      | 46,15       |  |
|                | Paul Steffann             | PS (UGSD)      | 10 752       | 22,07        | Retrait     | Retrait     |  |
|                | Jacques Palencher         | CD (MR)        | 4 961        | 10,18        |             |             |  |
|                | Christiane Duprey         | LO             | 1 465        | 3,01         |             |             |  |
|                |                           |                |              |              |             |             |  |
| Inscrits       | Inscrits                  | Inscrits       | 61 076       | 100,00       | 61 068      | 100,00      |  |
| Abstentions    | Abstentions               | Abstentions    | 11 299       | 18,5         | 9 876       | 16,17       |  |
| Votants        | Votants                   | Votants        | 49 777       | 81,5         | 51 192      | 83,83       |  |
| Blancs et nuls | Blancs et nuls            | Blancs et nuls | 1 064        | 2,14         | 2 107       | 4,12        |  |
| Exprimés       | Exprimés                  | Exprimés       | 48 713       | 97,86        | 49 085      | 95,88       |  |